# Кипач, Марсель
Марсель Кипач (хорв. Marcel Kiepach; 12 февраля 1894 — 12 августа 1915) — хорватский изобретатель. Его работы и изобретения относятся к области электроники, магнетизма, акустики, передачи звуковых сигналов, и трансформаторов.
Марсель родился в городе Крижевци в знатной семье Кипач, которая обосновалась в этом городе в начале XIX века и имела там достаточно большое влияние. Он изучал экономику в Берлине и электротехнику в Шарлоттенбурге.
16 марта 1910 года в Берлине, в возрасте 16 лет, Марсель запатентовал морской компас, который указывал направление на север независимо от присутствия железа или магнитных сил. Он запатентовал усовершенствованную версию в Лондоне 20 декабря 1911 года. Эта вторая версия была удалённым устройством морского компаса, состоящим из амперметров в качестве указательных приборов, расположенных в разных частях корабля, устойчивых к воздействию магнитных сил или магнитных масс в непосредственной близости от них.
В 1912 году во Франции он запатентовал динамо-машину для освещения автомобиля. Это был электрический генератор в сочетании с механическим приводом самого автомобиля. В том же году он запатентовал выключатель питания для рентгеновских аппаратов, который работал на основе давления газа. Его «маленький трансформатор» для низкого напряжения нашёл широкое применение в составе «Системы Кипач-Вейланд» в шахтёрских и стоматологических лампах, массажных двигателях и т. д. Он проявлял активность в различных областях механики и электроники, вёл переписку с известными учёными и изобретателями.
Когда началась Первая мировая война, Кипач пошёл в армию добровольцем. Он погиб в 1915 году на русском фронте в возрасте 21 года. Его останки были привезены в Крижевци в 1917 году, где были заложены в семейном склепе на городском кладбище.
Два его патента были включены в большую выставку «Столетие естествознания в Хорватии: теория и применение» (июнь-октябрь 1996 года, галерея Кловичеви Двори). Профессор Владимир Мулевич читал лекции о его работе на 4-м международном симпозиуме по новым технологиям 1993 года. Сегодня в Крижевцах действует инновационное общество Марселя Кипача. Городской музей хранит многие документы и семейные фотографии. В 2004 году в Крижевцах проходила выставка о семье Кипач.